# Out of Business
Out of Business è il sesto album del duo hip hop statunitense EPMD, pubblicato il 20 luglio 1999 e distribuito dalla Def Jam. L'album ottiene il miglior piazzamento nella Billboard 200 tra quelli pubblicati dagli EPMD (13°), raggiunge la posizione numero 2 tra le produzioni hip hop e divide a metà la critica: AllMusic lo recensisce positivamente ad esempio, RapReviews invece gli assegna un punteggio pari a 3.5/10. È inoltre il primo prodotto del duo a non ricevere alcuna certificazione dalla RIAA.
| Recensione                | Giudizio |
| ------------------------- | -------- |
| AllMusic                  | [ 1 ]    |
| Rolling Stone Album Guide | [ 2 ]    |
| Entertainment Weekly      | A-       |
| RapReviews                | [ 4 ]    |

## Tracce
Testi e musiche degli EPMD, eccetto dove indicato. Missaggio di Tommy Uzzo (tracce 2, 4-14). Co-produzione di Agallah (traccia 8).
1. Intro – 2:18
2. Pioneers – 3:14
3. Right Now – 3:51
4. Check 1,2 – 3:16
5. Symphony (featuring M.O.P.) – 3:01
6. Hold Me Down – 3:34
7. Rap Is Still Outta Control (featuring Busta Rhymes) – 3:33
8. The Fan – 3:03
9. Draw – 3:22
10. U Got Shot (featuring 215 & 8-Off Agallah) – 3:38
11. House Party – 3:52
12. The Funk – 2:08
13. Symphony 2000 (featuring Lady Luck & Method Man & Redman) – 4:03
14. Jane 6 – 4:22

Durata totale: 47:15

## Classifiche

### Classifiche settimanali
| Classifica (1999)         | Posizione massima |
| ------------------------- | ----------------- |
| Stati Uniti               | 13                |
| US Top R&B/Hip-Hop Albums | 2                 |